# Maison forte de Bellecombe (Aigueblanche)
La tour de Bellecombe, est une ancienne maison forte, de la première moitié du XIIIe siècle, centre de la seigneurie de Bellecombe, qui se dresse au village de Bellecombe-Tarentaise, sur la commune d'Aigueblanche dans le département de la Savoie en région Auvergne-Rhône-Alpes.
La maison forte est très représentative de la typologie des maisons fortes savoyardes qui furent édifiées entre le XIIIe et XVIIe siècles.

## Situation
La tour de Bellecombe est située dans le département français de Savoie sur la commune d'Aigueblanche, dans la plaine, rive droite de l'Isère, à l'entrée du bourg de Bellecombe-Tarentaise en venant de Moûtiers, entre ce dernier et la Léchère.

## Histoire
Le fief de Bellecombe et la maison forte, sont au XIVe siècle, la possession des Gomoins ; Iblode de Gomoins, en 1363, en a l'investiture. Leur succède la famille de Loctier, vassale des comtes de Savoie, qui sont seigneurs de Bellecombe.
En 1536, François de Loctier repousse les Français, ou plus exactement les mercenaires allemands engagés par le roi français François Ier pour envahir la Savoie, et reprend Conflans, ce qui n'empêchera pas la 1re occupation françaises du duché.

## Description

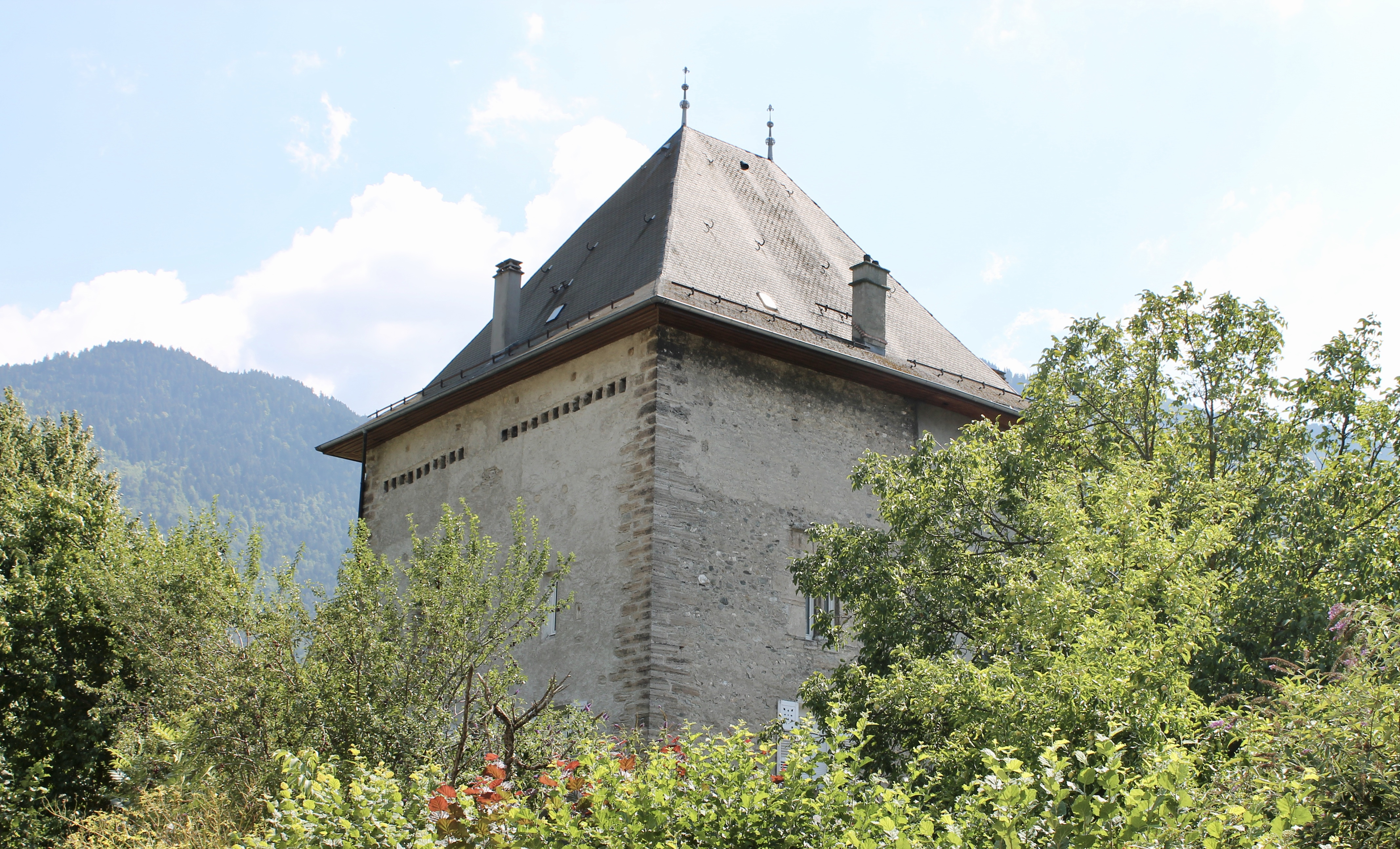
Maison forte de Bellecombe, été 2018.

La maison forte de Bellecombe, se présente sous la forme d'une belle tour-résidence quadrangulaire de la première moitié du XIIIe siècle, dérasé, en pierre de tuf calcaire taillé, haute aujourd'hui de deux étages sur rez-de-chaussée, que sépare en deux un mur de refend, sur lequel s’appuient les cheminées. Elle s'éclaire par des fenêtres géminées ogivales, à arc trilobé divisé par une colonnette à base et chapiteau des XIIIe ou XIVe siècle,, et à coussiège, et dont le linteau est orné, sur l'extérieur, d'un œil-de-bœuf en forme de losange et de deux faux arcs en ogive.